# Heeg
Heeg (en frison : Heech) est un village de la commune néerlandaise de Súdwest Fryslân, situé dans la province de Frise.

## Géographie
Heeg est situé au sud-ouest de la province de Frise, sur la rive nord du lac de Heeg, à 8 km au sud-ouest de la ville de Sneek.

## Histoire
Heeg fait partie de la commune de Wymbritseradiel jusqu'au 1er janvier 2011, où celle-ci est supprimée et fusionnée avec Bolsward, Nijefurd, Sneek et Wûnseradiel pour former la nouvelle commune de Súdwest-Fryslân.

## Galerie

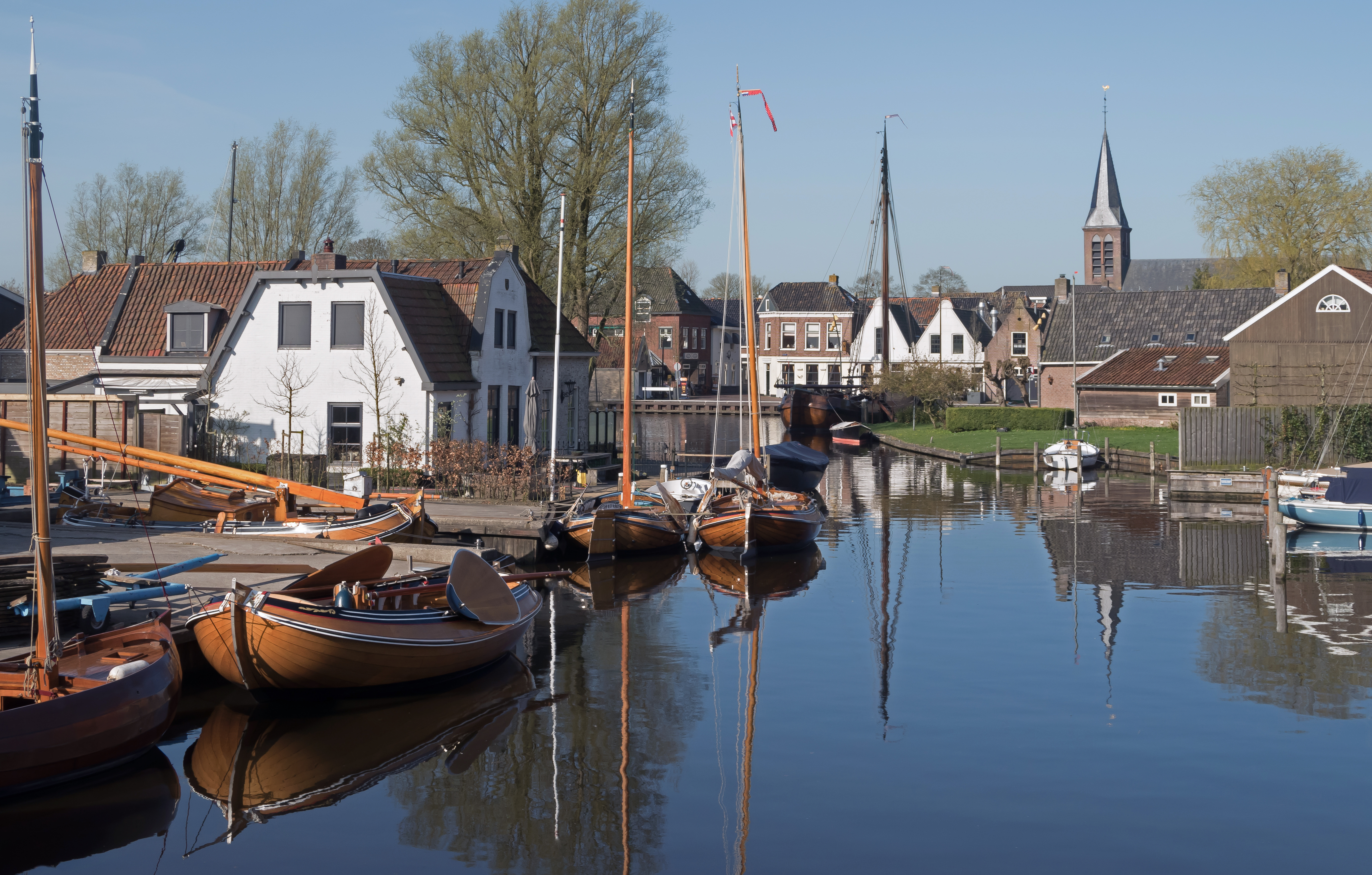
Vue sur le village d'It Eilan
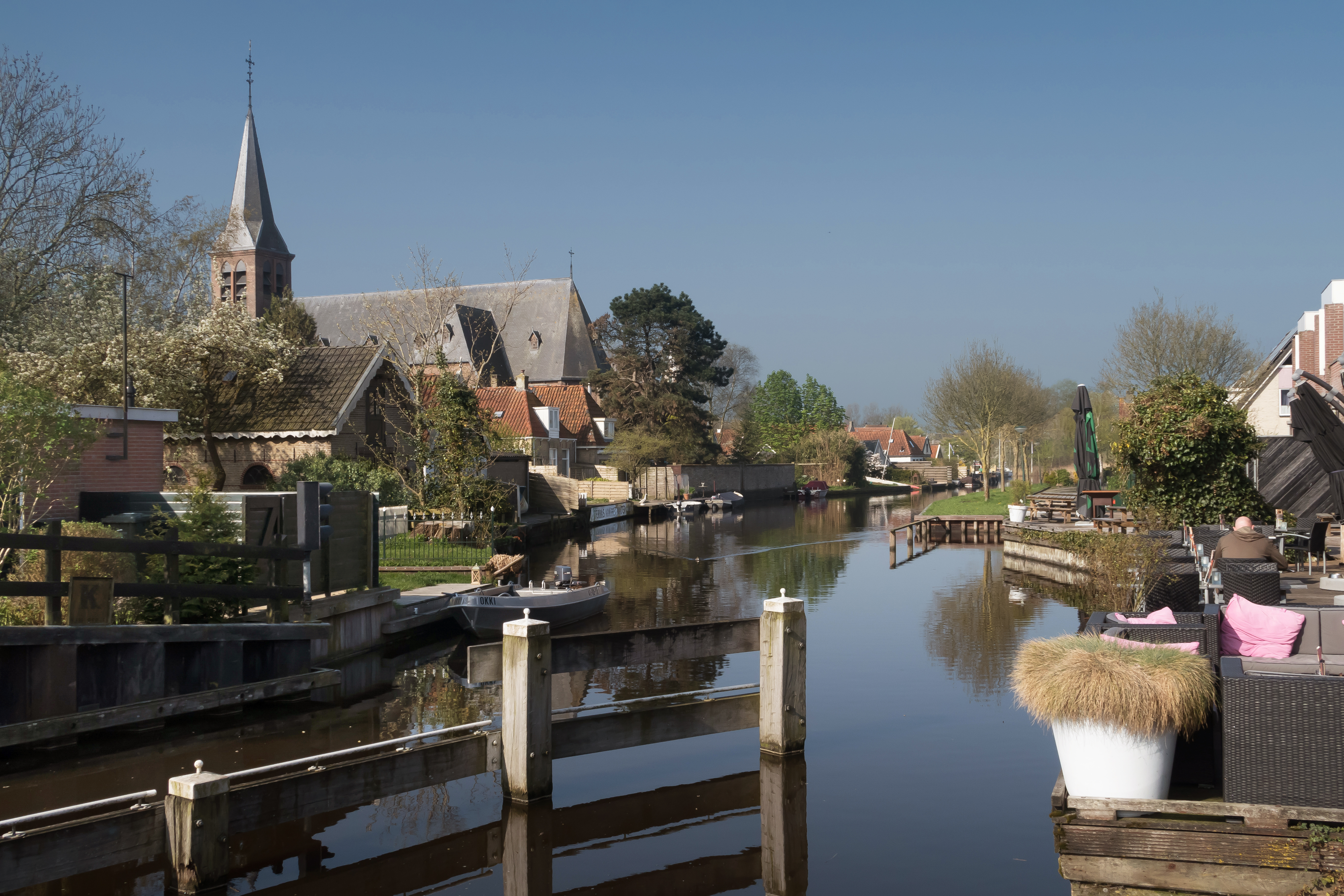
Vue sur l'église Saint-Joseph
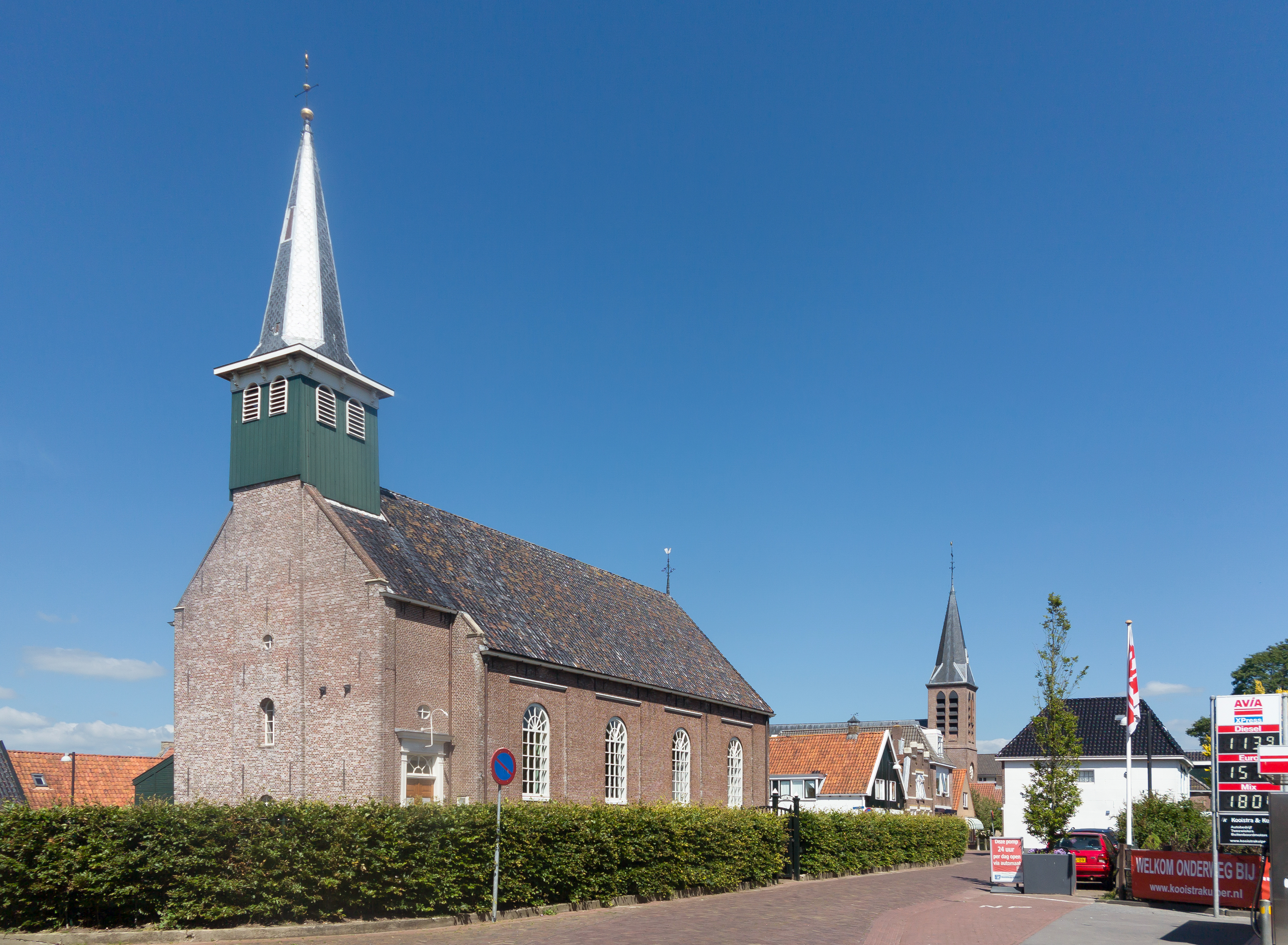
Les églises Haghakerk et Saint-Joseph (en arrière-plan)
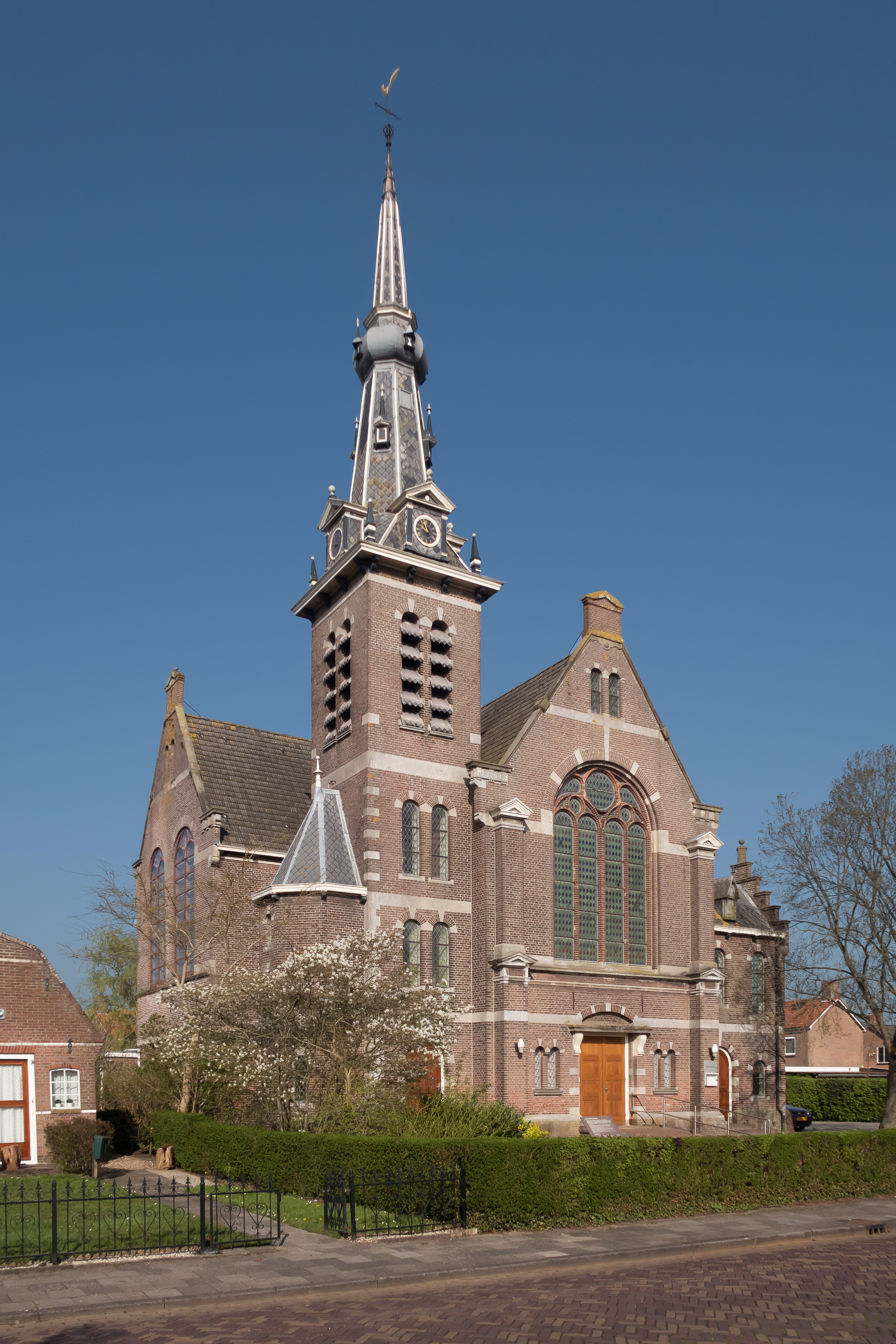
L'église Ichthuskerk
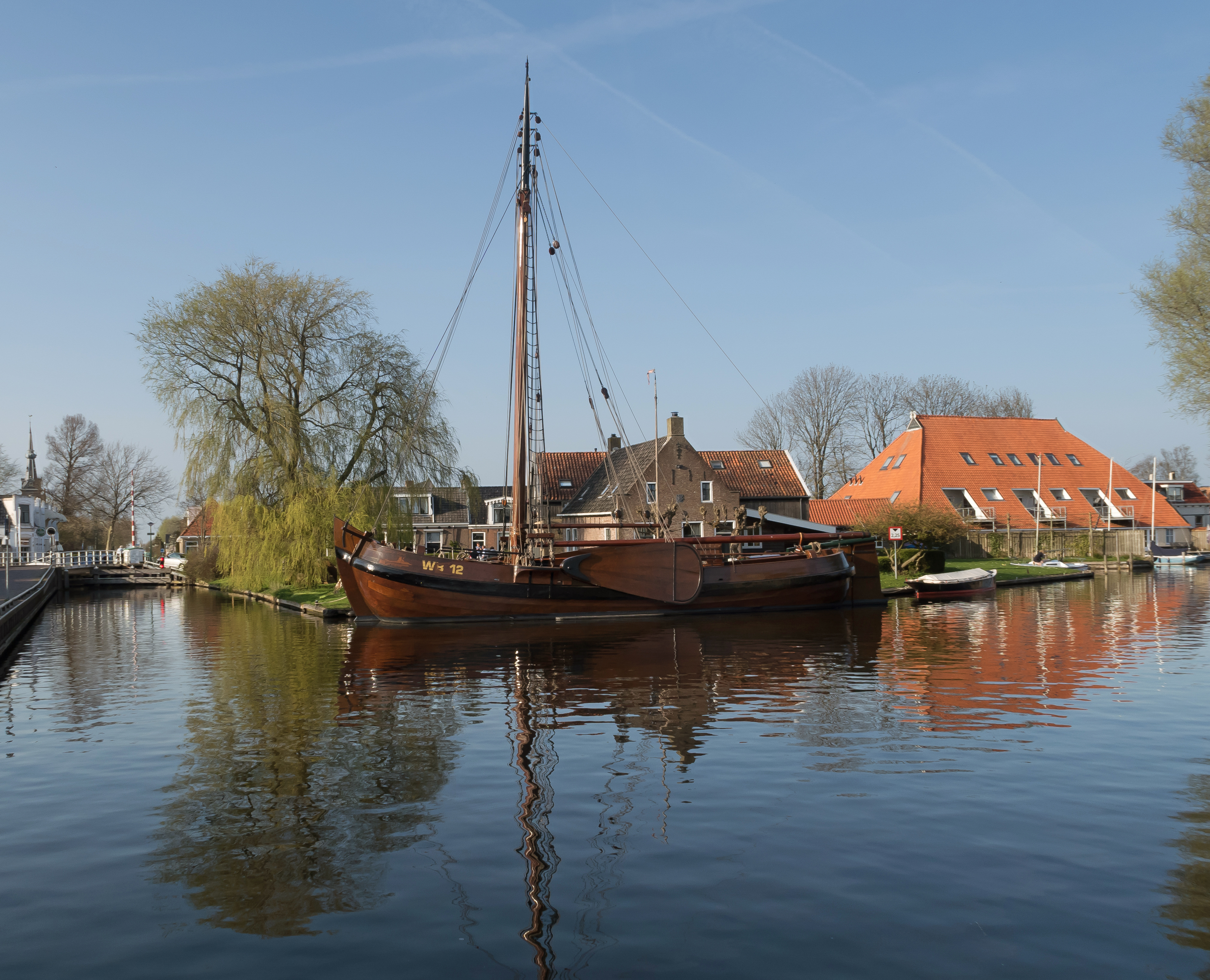
Un bateau de pêche à Jachtwerf Piersma

## Démographie
Le 1er janvier 2017, le village comptait 2 175 habitants.